# WilkinsonEyre

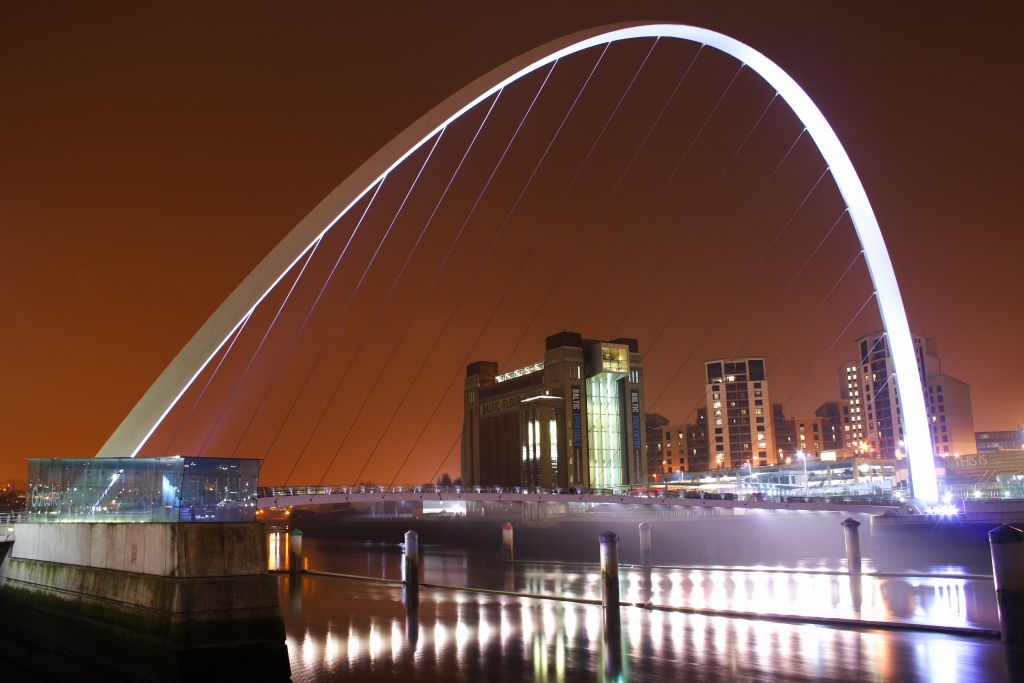
Gateshead Millennium Bridge

WilkinsonEyre sind ein internationales Architektenbüro in London, gegründet 1983 von Chris Wilkinson (* 1945), der sich 1987 mit Jim Eyre (* 1959) zusammentat, ab 1999 WilkinsonEyre genannt. Sie zählen zu den führenden britischen Architekturbüros mit einer ganzen Reihe preisgekrönter Entwürfe. Sie gewannen zweimal den bedeutendsten Architekturpreis Großbritanniens, den Stirling-Preis.

## Geschichte
Chris Wilkinson besuchte die Regent Street Polytechnic School of Architecture und arbeitete für Denys Lasdun, Michael Hopkins, Richard Rogers und Norman Foster. Bei Foster bearbeitete er Industrieprojekte und war am Hauptsitz von Lloyds of London beteiligt. 1983 machte er sich selbständig. Jim Eyre kannte er noch aus der Zeit beim Architekturbüro Michael Hopkins & Partners. Er wurde OBE, ist Mitglied der Royal Academy of Arts und Ehrendoktor der Westminster University und Oxford Brookes University. Eyre wurde 2003 OBE, erhielt die President’s Medal der Royal Academy of Engineering und 2009 Ehrendoktor in Liverpool. Während Wilkinson Mies van der Rohe als Einfluss nennt, ist dies bei Eyre Le Corbusier und Renzo Piano. Sie bevorzugen leichte auf Zugbeanspruchung angelegte Tragkonstruktionen, oft mit Parabelform.
Zuerst machten sie mit dem Stratford Market Depot der London Jubilee Line auf sich aufmerksam, einer weitgespannten Halle (Supershed) von 100 mal 190 m (fertiggestellt 1996). 1994 gewannen sie auch den Wettbewerb für den Regionalbahnhof Stratford (1999 fertiggestellt). Im selben Jahr 1994 erhielten sie zwei weitere große Aufträge, das Hauptquartier der Firma Dyson in Chippenham und die South Quay Foot Bridge in London. Davor hatten sie nur temporäre Projekte und Innenarchitektur. International bekannt wurden sie 2001 mit der Gateshead Millennium Bridge.
Sie haben eine Zweigstelle in Hongkong und zurzeit acht Direktoren (2018).

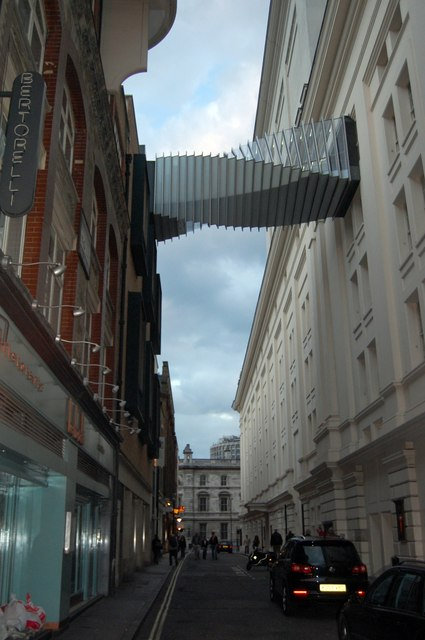
Bridge of Aspiration

## Projekte
Zu ihren Projekten gehören:
Brücken:
- Gateshead Millennium Bridge, sie gewann den Balthasar-Neumann-Preis und den RIBA Stirling-Preis 2002
- Media City Fußgängerbrücke Salford 2011
- Twin Sails Bridge, Poole, Dorset, eröffnet 2012, erhielt den Civic Trust Award
- The Living Bridge, Fußgängerbrücke über den Fluss Shannon auf dem Campus der University of Limerick
- Peace Bridge, Derry, 2011

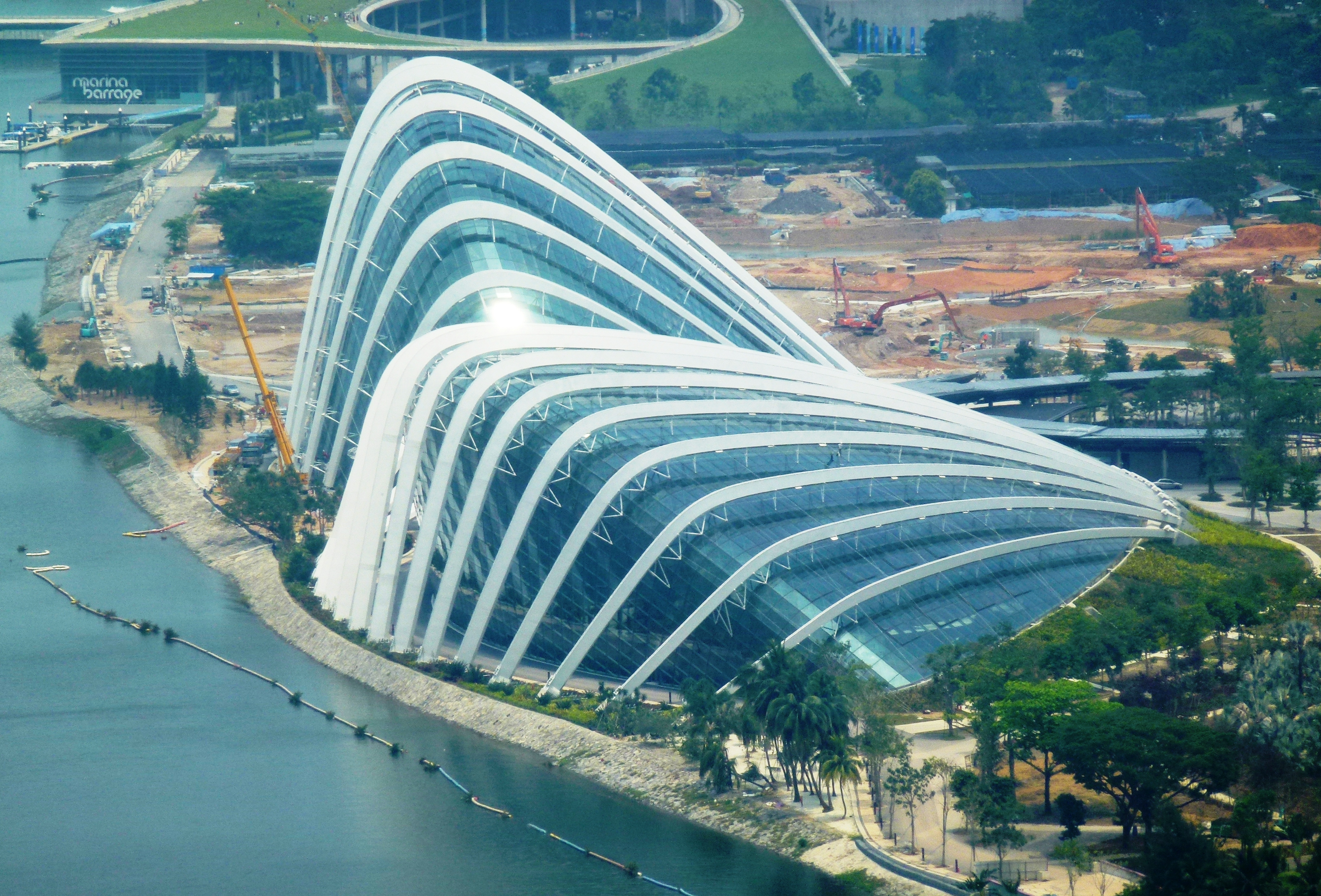
Gardens by the Bay

- Bridge of Aspiration (Floral Street Bridge), Royal Ballet School zum Royal Opera House, Covent Garden
- Baakenhafenbrücke im Baakenhafen Hamburg, Preis des Deutschen Stahlbaus 2014. Mit dem Ingenieurbüro Happold.

Bahnhöfe, Verkehr:
- Stratford Market Depot, Halle für U-Bahn-Züge der Jubilee Line Extension, London, und Stratford Regional Station
- Hull Paragon Interchange, Kingston upon Hull (Bahnhof)
- Emirates Air Line, Seilbahn über die Themse von Greenwich bis zu den Royal Victoria Docks.

Hochhäuser:
- Guangzhou International Finance Center, erhielt den RIBA Lubetkin Prize 2012
- Das Hochhaus One Queensbridge in Melbourne
- Crown Sydney Resort Hotel in Sydney

Museen, Kultur:
- Wellcome Collection, London
- Mary Rose Museum, Portsmouth, erhielt den Building Award 2014
- Weston Library, Oxford (Teil der Bodleian Library), erhielt den RIBA Award (Building of the Year) 2016, AJ100 Building of the Year.
- Magna Science Adventure Centre, Rotherham, ein umgebautes Stahlwerk, das erste Wissenschaftserlebniszentrum in Großbritannien, erhielt den RIBA Stirling-Preis 2001
- Explore@Bristol, Wissenschaftsmuseum in Bristol
- Department of Earth Science, Oxford.[3]

Sportstätten:
- Basketball Arena, London Olympic
- Echo Arena Liverpool

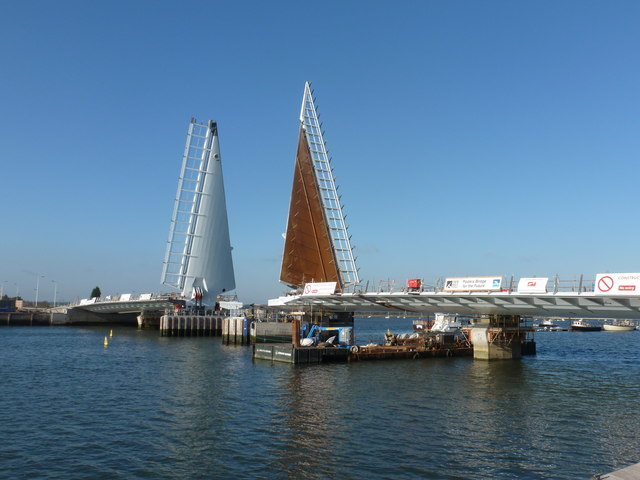
Twin Sails Bridge, Poole

- Splashpoint Leisure Centre, Worthing

Sonstiges:
- Umbau Battersea Power Station in Wohngebäude, erhielt 2014 den New London Award
- Gardens by the Bay, Singapur, Cooled Conservatories, erhielt den RIBA Lubetkin Prize 2013
- Alpine House (Alpengarten), Botanischer Garten Kew Gardens 2005
- Crystal Palace Park Campaign 2003 (Projekt zum Wiederaufbau des Crystal Palace). Nicht verwirklicht.
- Umbau eines Gasometers aus dem 19. Jahrhundert in King’s Cross, London, in Luxusappartements.[4]

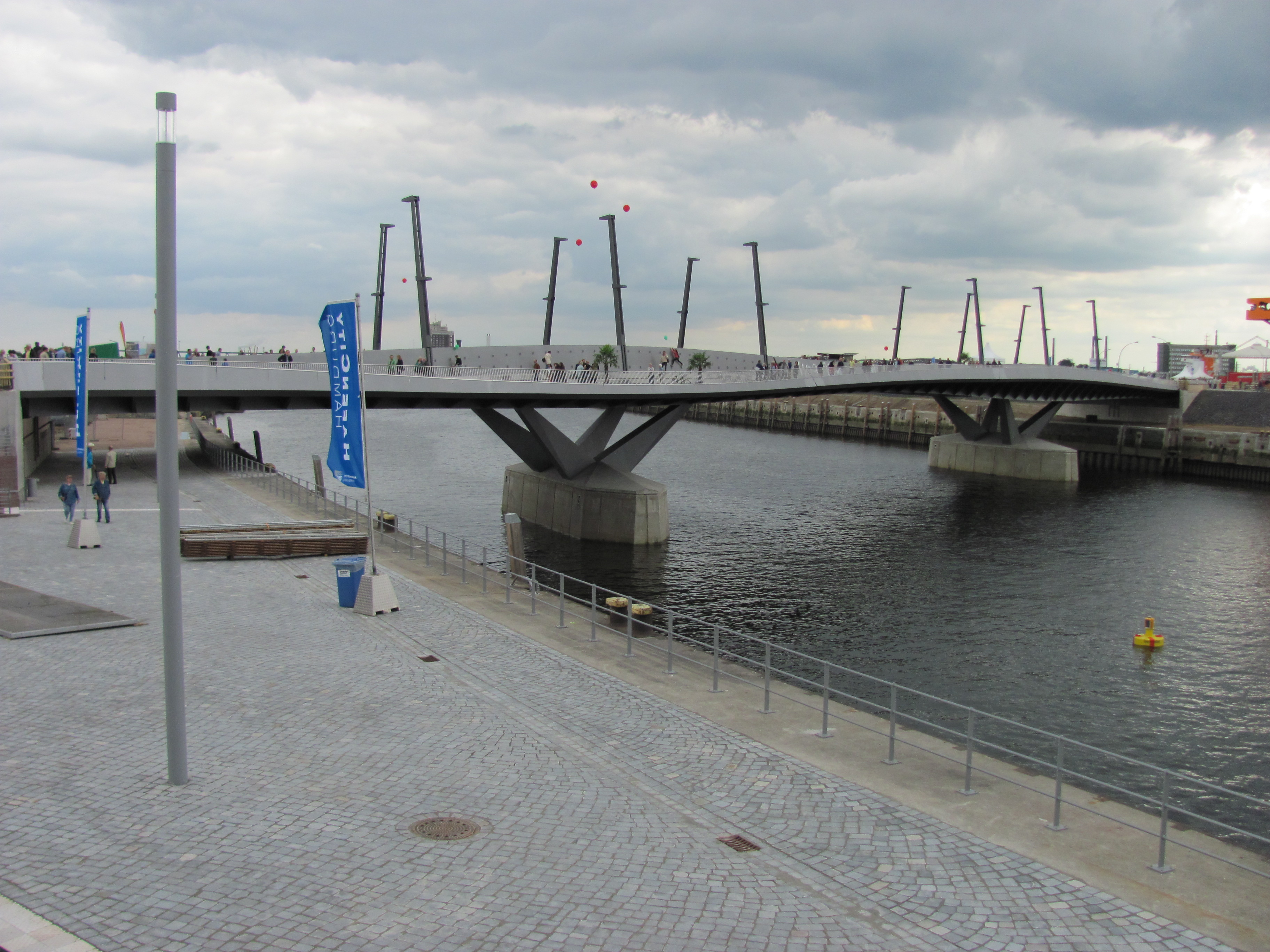
Baakenhafenbrücke

- CIBC Square, Toronto